# 中三依温泉駅

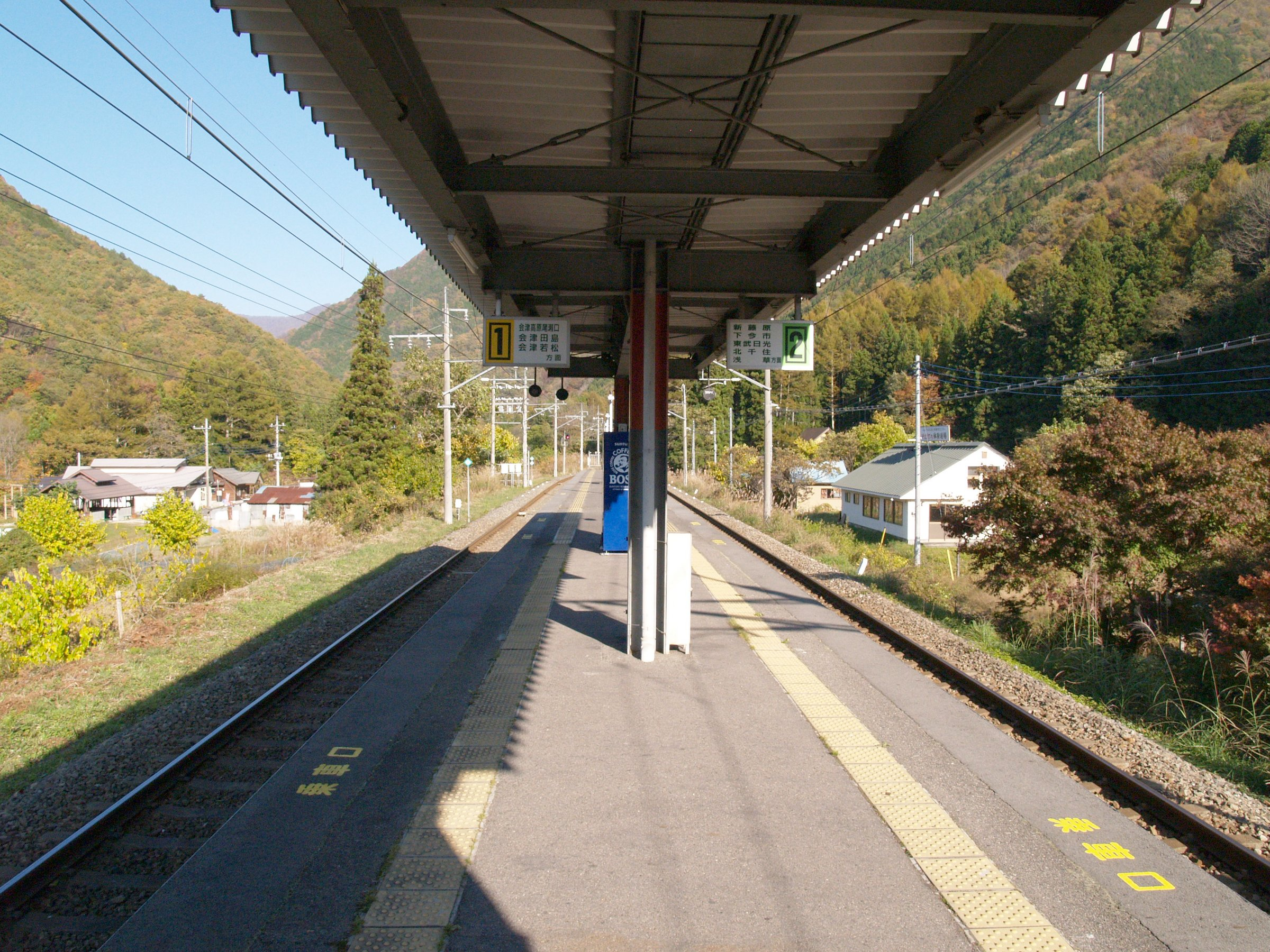
ホーム（2011年10月）

中三依温泉駅（なかみよりおんせんえき）は、栃木県日光市中三依にある野岩鉄道会津鬼怒川線の駅である。

## 歴史
- 1986年（昭和61年）10月9日 - 中三依駅として開業[1][2]。
- 2006年（平成18年）3月18日 - 中三依温泉駅に改称[3]。

開業当初は、当駅始発・終着列車が設定されていた。また紅葉シーズンに臨時列車で当駅折り返し（始発・終着）列車が設定されることがある。

## 駅構造
盛土上に島式ホーム1面2線を有する地上駅で、無人駅。

### のりば
| 番線 | 路線          | 方向 | 行先                                       |
| ---- | ------------- | ---- | ------------------------------------------ |
| 1    | ■会津鬼怒川線 | 下り | 会津高原尾瀬口・会津田島・会津若松方面     |
| 2    | ■会津鬼怒川線 | 上り | 新藤原・下今市・東武日光・北千住・浅草方面 |

## 利用状況
2016年度の年間乗車人員は4,410人である。したがって、同年度の一日平均乗車人員は12人である。
近年の年度別乗車人員の推移は下表のとおりである。
| 年度               | 乗車人員 | 一日平均 乗車人員 |
| ------------------ | -------- | ----------------- |
| 2008年（平成20年） | 6,400    | 18                |
| 2009年（平成21年） | 4,768    | 13                |
| 2010年（平成22年） | 9,229    | 25                |
| 2011年（平成23年） | 5,133    | 14                |
| 2012年（平成24年） | 5,866    | 16                |
| 2013年（平成25年） | 7,595    | 21                |
| 2014年（平成26年） | 6,389    | 18                |
| 2015年（平成27年） | 4,767    | 13                |
| 2016年（平成28年） | 4,410    | 12                |

## 駅周辺
- 国道121号
- 日光市役所三依支所
  - 三依公民館
- 日光市立三依中学校
- 日光市立三依小学校
- 三依郵便局
- みよりふるさと体験村

中三依温泉駅を挟んで南北に位置するキャンプ場で、中三依温泉 男鹿の湯を運営している。冬季は温泉施設・キャンプ場とも休業となる。

## 隣の駅
野岩鉄道
■会津鬼怒川線
- ■特急「リバティ会津」停車駅

□快速「AIZUマウントエクスプレス」・■区間快速・■普通
湯西川温泉駅 - 中三依温泉駅 - 上三依塩原温泉口駅